# George Hastings, IV conte di Huntingdon
George Hastings, IV conte di Huntingdon (1540 – 31 dicembre 1604), è stato un nobile e politico inglese.

## Biografia
Era il figlio di Francis Hastings, II conte di Huntingdon (1514–20 giugno 1561), e di sua moglie, Catherine Pole (1520-23 settembre 1576), figlia di Sir Henry Pole, I Lord Montagu.

## Carriera
Fu membro del parlamento per il Derbyshire (1562). Nel 1571 ricoprì la carica di Alto sceriffo del Leicestershire. Fu membro del parlamento per il Leicestershire (1584-1587).
Nel 1595 succedette al fratello nella contea.

## Matrimonio
Nel 1557 sposò Dorothy Port (?-2 settembre 1607), figlia di Sir John Port. Ebbero sette figli:
- Lord Francis, barone Hastings (1560-17 dicembre 1595);
- Lord Henry (20 giugno 1562-1650), sposò in prime nozze Dorothy Willoughby, ebbero sette figli, e in seconde nozze Anna Langton, ebbero un figlio;
- Lady Catherine, sposò in prime nozze Sir Walter Chetwynd e in seconde nozze Sir Edward Unton, non ebbe figli da nessuno dei due matrimoni;
- Lord Edward;
- Lady Margaret (?-17 agosto 1654);
- Lady Dorothy Hastings (15 gennaio 1579-1622), sposò in prime nozze Sir James Stewart e in seconde nozze Robert Dillon, II conte di Roscommon, non ebbe figli da nessuno dei due matrimoni;
- William (1593).

## Morte
Morì il 31 dicembre 1604.